# 葛西清美
葛西 清美（かさい きよみ、1914年（大正3年）4月10日 - 1995年（平成7年）2月20日）は、日本の銀行家、実業家。みちのく銀行頭取、青森朝日放送初代社長を務めた。

## 来歴・人物
青森県出身。青森県立弘前中学校（現・青森県立弘前高等学校）、東北帝國大学法学部法律学科を卒業後、東北興業に入社。子会社等を担当する。
その後、持病を再発したこともあり、前夫人の祖父にあたる唐牛敏世のすすめで弘前無尽（弘前相互銀行の前身）に入社する。入社早々、いきなり支配人兼営業部長をまかせられ困惑したという。役員昇格後は、主に内部改革をまかせられ、コンピューターを業界に先駆けて導入するなどして、弘前相銀は、バイタリティあふれる相互銀行として急成長を果たした。
1976年（昭和51年）には、唐牛悲願の合併による「みちのく銀行」が誕生すると専務に就き、唐牛の死去後、頭取に昇格した。トップ時代は、営業の基盤のつくり、県内外への店舗網の整備拡充、現本店ビルの竣工など経営の近代化を推進した。また、青森朝日放送初代社長、青森県公安委員会委員長、弘前大学学術振興会会長等多くのを役職も歴任した。
1995年2月20日、入院先の弘前大学医学部附属病院で肝不全で死去。80歳没。

## 略歴
- 1932年（昭和7年） - 青森県立弘前中学校（現・青森県立弘前高等学校）卒業
- 1937年（昭和12年） - 東北帝國大学法学部法律学科卒業後、東北興業に入社。岩木製作所支配人等を歴任する
- 1950年（昭和25年） - 弘前無尽入社。支配人兼営業部長
- 1955年（昭和30年） - 弘前相互銀行常務取締役
- 1963年（昭和38年） - 専務取締役
- 1976年（昭和51年） - 合併。みちのく銀行専務取締役
- 1979年（昭和54年） - 頭取
- 1986年（昭和61年） - 会長
- 1988年（昭和63年） - 取締役相談役
- 1995年（平成7年） - 没

### 注
1. ↑  東北興業は1936年（昭和11年）設立の一種の国策会社で、凶作の多い東北において電力をはじめ産業を起こし開発していくことを目的として、岩木製作所、東北農機など多数の傘下会社を有していた。